# Královská kanadská jízdní policie

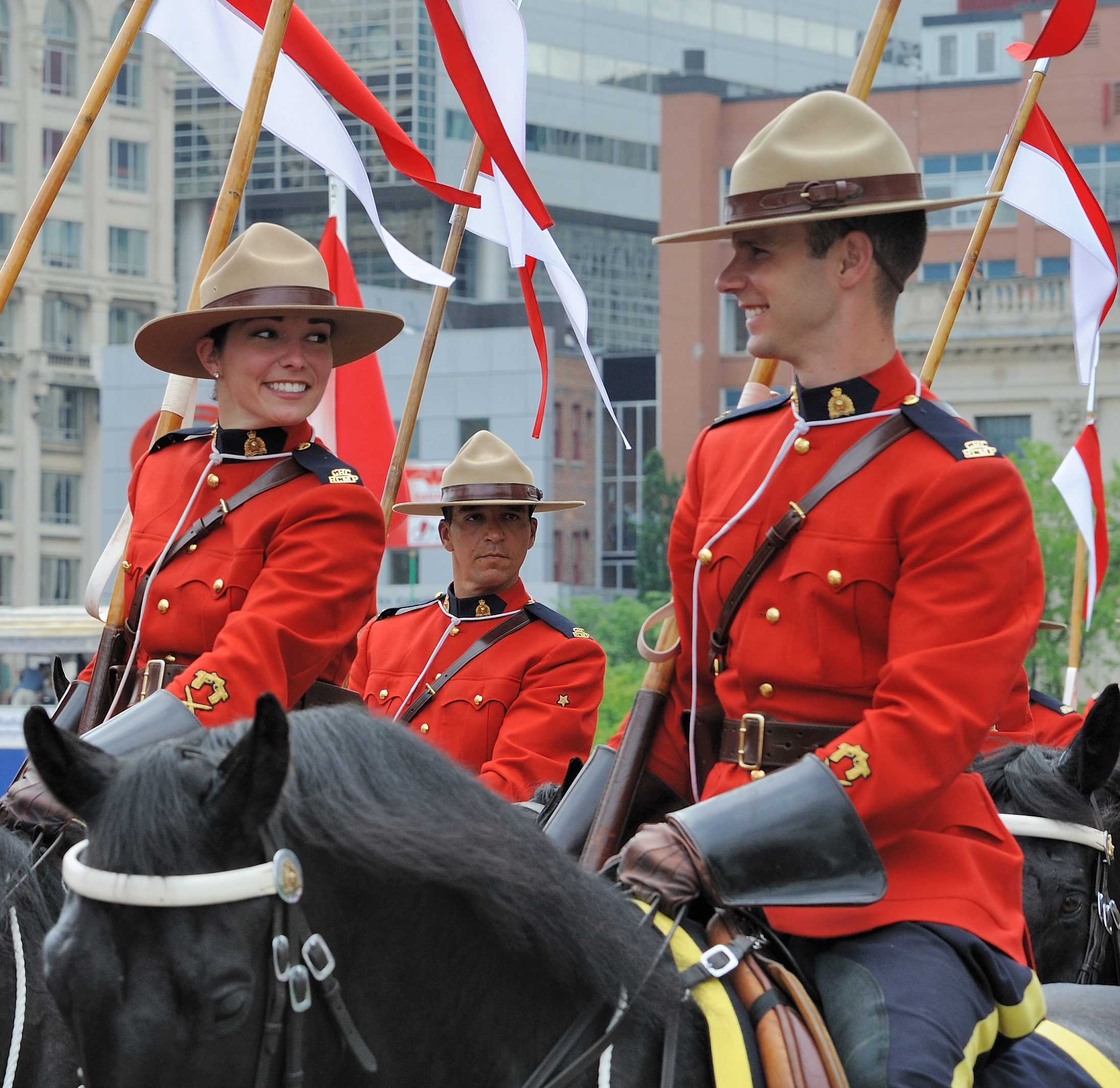
Příslušníci policie

Královská kanadská jízdní policie (angl. Royal Canadian Mounted Police, fr. Gendarmerie Royale du Canada) je federální, národní a paramilitární policejní síla, která vznikla v roce 1920 sloučením Královské severozápadní jízdní policie (Royal Northwest Mounted Police, založena 1873) a Dominiální policie (Dominion Police, založena 1868). V roce 2007 čítala 24 578 osob a byla největším policejním sborem Kanady. Jejím hlavním úkolem je vynucování federálních zákonů, na rozdíl od většiny ostatních federálních policejních sborů (jako je např. americká FBI) však hraje významnou roli v běžné policejní práci a ostraze i v rámci jurisdikce provincií a teritorií, které jí přenechávají velkou část teoreticky vlastní odpovědnosti.

## Historie uniformy RCMP
RCMP jsou proslulí jejich zřetelnými uniformami Red Serge, jasně červená až rudá barva a kovbojský klobouk s plochým okrajem. Red Serge - vojenská tunika, kterou identifikoval zpočátku NWMP a později RNWMP a RCMP, je ze standardního britského vojenského vzoru. Tento styl uniformy byl vybrán, aby se odlišil od modrých amerických vojenských uniforem a zdůraznil tak britskou povahu.
Zpočátku NWMP nosili kalhoty z volské kůže, později tmavomodré kalhoty se žluto-zlatými pásy po stranách. Členové z NWMP podél hranice byli známí ve směnování části výstroje s kavalérií. Klobouk s kovbojsky širokým okrajem nebyl formálně přijat asi až do roku 1904.
Černá jezdecká obuv byla později změněna k modernímu hnědému stylu a originální zkřížený řemen byl později změněn také na hnědou. Každodenní uniforma se skládá ze šedé košile s tmavomodrou vázankou, tmavomodré kalhoty se zlatými pásy po stranách, boty tak zvané kotníkové boty a jejich stylová čepice.